# Fredrik Sundahl

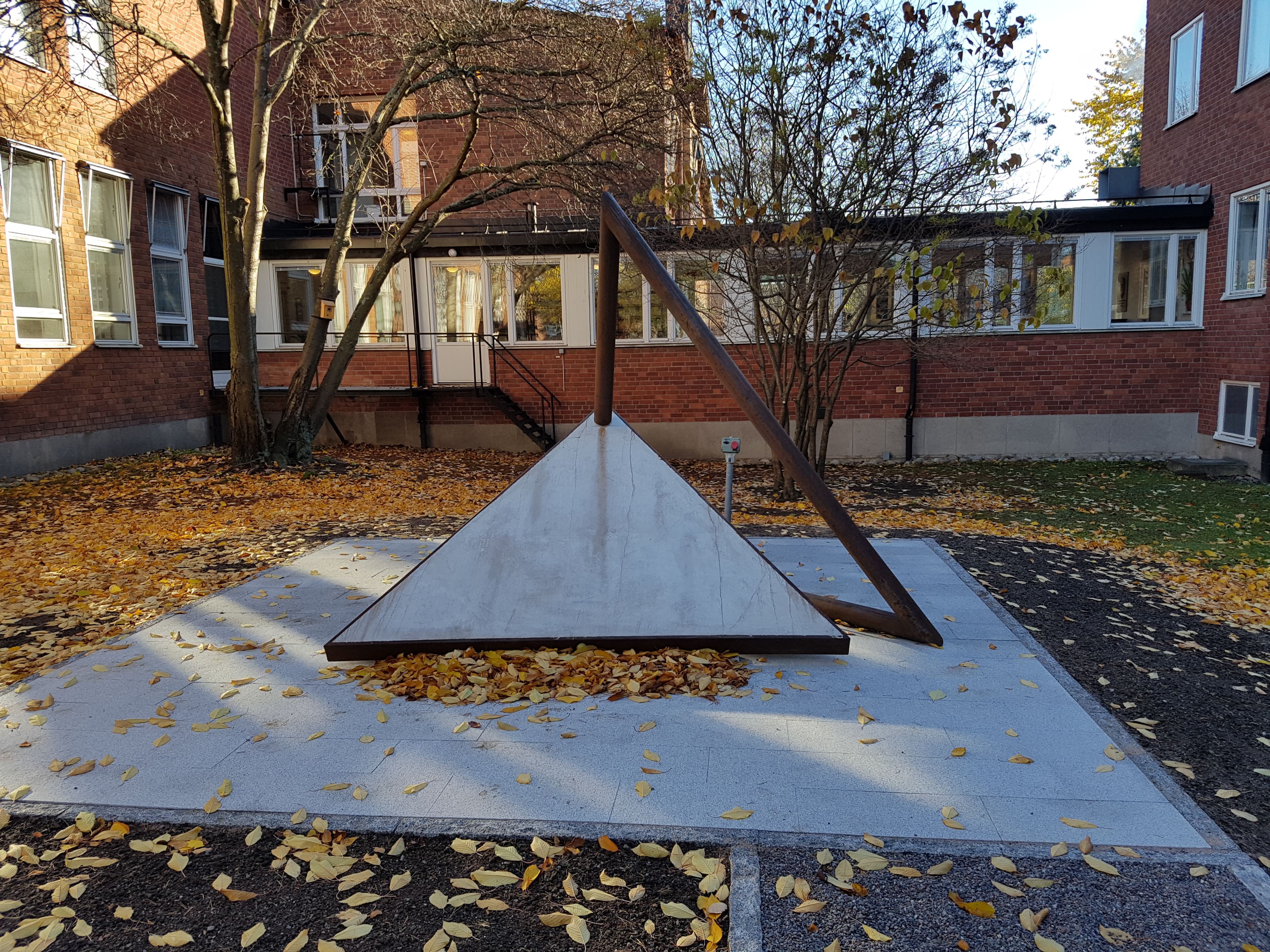
"Trigon" av Fredrik Sundahl vid Karolinska Institutet, Solna.

Hans Fredrik Sundahl, född 23 maj 1948 i Trosa-Vagnhärads socken, död 5 juni 2009 i Stockholm, var en svensk konstnär.
Sundahl utbildades i konstvetenskap vid Lunds universitet 1972–1975, vid konstakademien i Köpenhamn 1975–1977 och Konsthögskolan i Stockholm 1977–1980. Han är begravd på Lidingö kyrkogård.

## Utställningar
- Moderna museet i Stockholm 1993. Lådan.
- Finlands Arkitekturmuseum i Helsingfors 1997. Den vita lådan.
- Skissernas museum i Lund 1998. Den vita lådan.
- Konstakademien  Stockholm 2005. Spelrum för tystnaden. En dialog i Konstatin Melnikovs hus på 10 Krivoarbatskylane i Moskva.